# ديفيد ستيرلينغ
ديفيد ستيرلينغ (بالإنجليزية: David Stirling)‏ (15 سبتمبر 1915 - 4 نوفمبر 1990)، هو مؤسس القوة الجوية الخاصة البريطانية، التي يمكن القول إنها كانت من أكثر وحدات القوات الخاصة، احتراماً وتقديراً في العالم. وقد طوّر ستيرلينغ أسلوبا ثورياً جديداً للعمليات العسكرية. فكانت وحدات ستيرلينغ العسكرية، خلال الحرب العالمية الثانية، خاصة في الفترة ما بين 1941 – 1942، من أشد وحدات الحلفاء تأثيراً ضد الألمان، في الصحراء الغربية (مصر)، التي أُوكل إليها تنفيذ مهمات تخريبية جريئة خلف خطوط الأعداء.
وقد وصفت الصحف الألمانية ـ وكذلك البريطانية ـ شخصية ستيرلينغ المُحيّرة «بالرائد الشبح»، وهي السمعة التي اكتسبها فيما بعد، بسبب محاولاته المتعددة للهرب من معسكرات الأسرى، خاصة من معسكر اعتقال كولديتس بألمانيا.
أخرجت الحرب من ستيرلينغ، أفضل ما لديه، فرخصت له القيام بالمبادرات الشخصية والسلوك الطائش، الذي لا يمكن التسامح عنه، في أوقات السلم. قال عنه الجنرال مونتجمري، أحد كبار الضباط الذين كان يعمل تحت قيادتهم في مصر: «كان الصبي ستيرلينغ مجنونًا تماماً، تماما، مجنوناً تماماً، ولكنْ في الحرب، هناك ـ دائماً ـ مكان للمجانين». وقد وصفه ونستون تشرشل، قائد القوات البريطانية في الحرب، قائلا: «كان أرق الناس أخلاقاً، لم يغرق سفينة ولم يقطع عنقاً».
كانت شخصية ستيرلينغ يشوبها الغموض، حيث جمع بين السحر وسرعة البديهة والذكاء الإستراتيجي، إضافة إلى مقاومته الفطرية للسلطة. كان رجلاً عملياً، دائماً مستعد للمغامرة التالية، ولكنه كان يعاني، أحياناً، الاكتئاب والصداع النصفي، نتيجة الإفراط في العمل. وقد فشل العديد من مشروعاته، في وقت السلم.

## بدايته
ولد ديفيد ستيرلينغ في الخامس عشر من نوفمبر عام 1915، في كير، في اسكتلندا، وكان الأكبر سناً، بين ستة أطفال، وكان محظوظاً، من جهة الثراء والمنزلة الاجتماعية. كان والده، آركيبولد سترلنج، جنرالاً أثناء الحرب العالمية الأولى، ثم عضواً بالبرلمان، عن دائرة ستيرلينغ باسكتلندا. وكانت أمه، مارجريت فريزر، ابنة أحد النبلاء، من عائلة لوفات الارستقراطية، من إنفرنيس، شمال اسكتلندا.
كان شباب ديفيد ستيرلينغ غير مألوف، وقاسياً في بعض الأحيان. لدغته أفعى في السادسة من عمره، كادت أن تفقده إحدى ساقيه. أُرسل في الثامنة من عمره، إلى مدرسة امبليفورث، وهي مدرسة داخلية بريطانية، شمال إنجلترا. وهناك، سرعان ما تأقلم على مصاعب الحياة المدرسية، لكنه أُضطر للعودة في الثالثة عشرة من عمره، عندما أصيب بحمى التيفود.
ظل خلال السنوات الخمس التالية وحيداً، يعاني من الألم أحياناً، حيث قضى فترات طويلة في الفراش، كما تلقى دروساً خصوصية في بعض الفترات.. وقد نمى في هذه الفترة بشكل ملحوظ، فأصبح طوله ستة أقدام وست بوصات. ومن تجاربه في فترة الشباب، تعلم ديفيد ستيرلينغ الشجاعة ضد الخصم، وضرورة التفكير والعمل لمصلحة نفسه.
عندما بلغ ديفيد ستيرلينغ الثامنة عشرة، في عام 1933، استعاد صحته، وترك كير والتحق بجامعة كمبريدج، لدراسة الأدب الإنجليزي. إلاّ أنه لم يكن مستعداً للحياة الدراسية، إذ كان يقضي جُل وقته في لعب القمار في حلبة السباق المحلية، وحضور حفلات العشاء الفاخرة، التي يفضلها طلاب الطبقة العليا. فأهمل دراسته، حتى طُرد من الجامعة.
وفي عام 1934، قرر أن يُجرِّب حظه في الرسم، فعبر كل القنوات ليكتشف أفراح وبهجة باريس. وهناك انغمس في الحياة البوهيمية ، مرتديا قلنسوة فرنسية ووشاحاً من حرير، يرسم في النهار، ويُبشر بالليل عن سياسات الجناح اليساري.
ولكنه سرعان ما أدرك، أنه لا يمتلك المهارة التي تجعل منه فناناً ناجحاً. فعاد إلى بريطانيا على مضض، والتحق مرة أخرى، طالباً، بجامعة كمبريدج، ليدرس هذه المرة الهندسة المعمارية. وعلى الرغم من أنه كان أكثر انضباطاً، في دراسته، في هذه المرة، إلاّ أن عدم قدرته على الرسم خذلته، فترك الدراسة بعد سنة.
ومن خلال نفوذ عائلته وعلاقاتها، عمل متدرباً، في شركة معمارية في أدنبره، ولكنه ضجِر، كالمعتاد، فترك الشركة.
وفي عام 1936، حط بصره على تحدٍ كبير، إذ صمم أن يكون أول متسلق لجبل إفريست، بسلسلة جبال الهمالايا. اقترض ستيرلينغ من والديه، وكان هذا شيء اعتاده عندما كان في العشرينيات، وتوجه إلى جبال الألب بسويسرا، حيث تدرب لمدة سنة مع مرشدَين ألمانيَيْن. وعند عودته إلى بريطانيا، التحق بالفرقة التي كان يخدم بها والده، الحرس الإسكتلندي، على أمل أن تمنحه الفترة التي سيقضيها في الجيش، الصلابة في العقل والجسم، التي يحتاجها لاقتحام جبل إفريست، لكنه لم يستمتع بالتدريب العسكري أو الدروس التكتيكية المملة في قاعات الدراسة، فسعى، مرة أخرى، للبحث عن مغامرة جديدة في مكان آخر.
وفي أواخر عام 1938م، عندما كان في الثالثة والعشرين، غادر بريطانيا قاصداً أمريكا الشمالية، لاكتساب الخبرة، من خلال تدربه على تسلق جبال روكي الكندية. فواصل تدريبه على التسلق، كما عمل، في الوقت نفسه، راعي بقر، فعبر الولايات المتحدة من شرقها إلى غربها، يسوق دفعات متتالية من قطعان البقر. وكان يَسْتَرْوح بين دفعة وأخرى، بالانغماس في لعب القمار والمشاركة في حفلات الشراب الصاخبة، في نيويورك.

## سنوات الحرب، وتأسيس القوات الجوية الخاصة (1939 ـ 1945)
عندما اندلعت الحرب العالمية الثانية، في الأول من سبتمبر 1939م، عاد ستيرلينغ إلى بريطانيا، متخليا عن آماله في تسلق جبل إفريست، والتحق بالحرس الإسكتلندي مرة أخرى، لكنه وجد أن التدريب العسكري ما زال مملاً بشكل لا يُطاق. كان يعوض ذلك الملل، بقضاء سهرات طويلة بنادي وايت ، أحد أندية لندن الخاصة بالرجال فقط. لذلك، لم يكن ـ دوماً ـ قادراً على حضور المحاضرات، أثناء النهار. وقد وصفه الضابط المسؤول عنه بأنه «جندي تافه، يصعب التعامل معه».
اشتاق ستيرلينغ إلى العمل القتالي، لكنه حتى فبراير 1941م، لم يكن قد أُرسل إلى الجبهة بعد. فتطوّع بالعمل في وحدة لايكوك الفدائية ، وهي وحدة عمليات سرية، أرسلته، بعد تدريب شاق في اسكتلندا، إلى منطقة الشرق الأوسط، كملازم ثان. وقد شارك في بعض العمليات العسكرية في منطقة قناة السويس، في مصر، لكنه فشل في معظم مهامه العسكرية.
وفي إحدى التدريبات العسكرية، جُرح ستيرلينغ عندما خذلته مظلة الإنزال، ولم تنفتح على الوجه المطلوب. وخلال فترة علاجه في الإسكندرية، بدأ يفكر كيف يجعل القوات الخاصة البريطانية أكثر فاعلية.
كانت أولى النتائج التي توصّل إليها هي، أن الوحدات المكوَّنة من 20 ـ 30 فرداً تُعد أكبر مما ينبغي لوحدات العمل الفدائي، وأن المجموعات الصغيرة المكوَّنة من 4 ـ 5 أفراد ستكون أكثر فاعلية. والنتيجة الثانية، أن المهام العسكرية يجب أن تتم في جنح الظلام. والأمر الثالث، إنزال القوات بالمظلات لا بد أن يكون خلف خطوط العدو. وكانت النتيجة الرابعة والأهم، هي أن عنصر المفاجئة يُعد من العناصر الأساسية، في نجاح أي غارة فدائية.
ومن دون أن يضيع الوقت، خرج ستيرلينغ من المستشفى، متجهاً إلى مقر قيادة قوات الحلفاء في الإسكندرية. وبعد أن تسلل وتجاوز الحرس عند البوابة، على عكازيه، ذهب إلى مكتب الجنرال هارولد الكساندر، القائد العام لجيش الحلفاء، واقتحم المكتب وسلّم الجنرال، الذي أصابته الدهشة، خطة لتشكيل وحدات جديدة بالقوات الخاصة. قرأ الكسندر الورقة مرتين وناقشها ودرسها جيداً، وقبلها في النهاية، على الرغم من سخط كبار الضباط، الذين سبق وأن عزلوا ستيرلينغ، بحجة عدم انضباطه. ونتيجة لهذا الاجتماع، رُقي ستيرلينغ، إلى رتبة نقيب، وسُمح له بتجنيد أفراد في وحدته الجديدة، ومنحه الجيش معسكراً للتدريب في الصحراء.
افتقرت وحدة القوات الخاصة، التي شكّلها (ولم تعرف بعد بالقوات الجوية الخاصة)، إلى التجهيزات الكافية، وكان لا بد للوحدة من أن تثبت نفسها. كانت أول عملياتها، عمليتين ضد أهداف في قوات الحلفاء نفسها. كانت إحداهما غارة ليلية، على معسكر هندي ـ نمساوي ـ نيوزيلندي، في منطقة كبريت، وتبعد 100 ميل شرق القاهرة. وكانت العملية الأخرى سرية، وضع خلالها رجال وحدة ستيرلينغ ملصقات بلاستيكية (بدلا من المتفجرات الحية) على طائرات الحلفاء، الرابضة في أحد المطارات البعيدة، لإثبات نجاح مهمة كهذه، ضد الألمان. ونجحت العمليتان، ووضعت قادة القواعد الجوية، التي «هاجمها» رجال ستيرلينغ، في حرج شديد.
في يناير 1942م، رقى ستيرلينغ إلى رتبة رائد، وأُطلق على وحدته حينئذ اسم «القوة الجوية الخاصة»، وكان شعارها «من يجرؤ يفوز» "Who dares wins"، ونفذ سلسلة من الغارات المدمِّرة ضد المطارات ومستودعات الذخائر الألمانية. كما دُمرت عشرات الطائرات الألمانية، وساد الذعر في صفوف الألمان. وقد كانت هذه العمليات، التي ساهمت في انتصار الحلفاء على الإيطاليين والفيلق الأفريقي ، في الصحراء المصرية والليبية، وراء شهرة ستيرلينغ العسكرية.
ولكن في يناير 1943، تخلى الحظ عن ستيرلينغ، عندما أسره الإيطاليون وقضى بقية فترة الحرب في معسكرات الأسرى الأوروبية، متنقلاً بين سجن جافي في إيطاليا، وسجن ماركت بونجو في النمسا. وفي برلين، كان يشارك الزنزانة نفسها مع الطيار البريطاني المقاتل، ذي الساق الواحدة، دوجلاس بادر ، المشهور بأعماله البطولية خلال معركة بريطانيا ، وفي كولديتس.
وقد حاول ستيرلينغ الهروب من جميع المعسكرات التي أُودع بها، ولكن باءت كل محاولاته بالفشل. وفي نهاية الحرب، أطلق الأمريكيون سراحه من كولديتس، وعاد إلى إنجلترا في أبريل عام 1945.

## السنوات (1945 – 1990
خرجت بريطانيا من الحرب العالمية الثانية، مدمرة وفقيرة. وبحثا عن فرص جديدة خارج بريطانيا، سافر ستيرلينغ إلى روديسيا ، في أفريقيا، حيث حاول أن يبدأ حياةً جديدة كرجل أعمال، لكن أثبتت مغامراته التجارية المختلفة، عدم جدواها. حيث كان يفضل التفكير في اختراع مشروعات جديدة، كما كان الحال في بداية حياته، عن متابعة تلك المشروعات حتى نهايتها. لم يكن لديه وقت كافٍ للأمور المالية العملية، ولم يكن لديه حذر المحاسبين وماسكي الدفاتر، إذ قال ذات مرة: «هل سبق أن رأيت محاسباً في سباق خيل؟»
وفي عام 1949م، جذب ستيرلينغ الانتباه إليه مرة أخرى، عندما أسس جمعية «مدار الجدي الأفريقية»، وهي قوة ضغط، قادت حملات في الخمسينيات لوضع حد للانقسامات العرقية في القارة الأفريقية، والترويج لوضع هياكل سياسية جديدة، بإنشاء فيدرالية أفريقية تضم ست دول.
كان لهذه الأفكار بعض الأثر، في ذلك الوقت، في الفكر السياسي في بريطانيا والولايات المتحدة الأمريكية، ولكنها فقدت أهميتها، عندما أعلن رئيس الوزراء البريطاني هارولد ماكميلان، عزم بريطانيا على إنهاء إمبراطوريتها الاستعمارية في أفريقيا، في خطابه الشهير «رياح التغيير»، أمام برلمان جنوب أفريقيا في 1960.
كان ستيرلينغ معيناً لا ينضب، مفعمٌ بالأفكار والأنشطة. فقد اتجه إلى التلفزيون عام 1962، فأنشأ شركة Television Enterprises Limited، لإنتاج البرامج التعليمية للأطفال في العالم الثالث. وكان ستيرلينغ يعمل، في الوقت نفسه، في مجال حرب المرتزقة، حيث كوّن ميليشيات للإيجار، أطلق عليها اسم «الوقاية» واشترك رجاله في تنفيذ مهمة هيلتون ، عام 1970م، وهي عملية فاشلة لإطلاق سراح السجناء السياسيين في ليبيا، من أحد سجون طرابلس، والإطاحة بحاكم ليبيا الشاب، العقيد معمر القذافي. كما شارك ستيرلينغ في تجارة السلاح الدولية، وتجارة السلع، وحملات الحفاظ على الريف الإسكتلندي والأفريقي، وكذلك في جماعات الضغط السياسية اليمينية.
كان ستيرلينغ مثالاً للأعراف والتقاليد البريطانية، لأمثاله من الهواة الموهوبين. كان سريع التفكير، شجاعاً، مبتكراً في وقت الحرب، من رواد الحرب غير التقليدية، وصاحب أفكار فاشلة، إلى حدٍّ كبير، في وقت السلم.
منحت الملكة إليزابيث الثانية ستيرلينغ رتبة فارس عام 1990، تقديراً لخدماته في المجالات العسكرية . تُوفي ستيرلينغ في الخامس من نوفمبر عام 1990، عن خمس وسبعين عاماً، وُدفن في بلدة لوك مورار ، التي لا تبعد كثيراً عن مسقط رأسه في اسكتلندا.